# Nikołaj Andriejew
Nikołaj Nikołajewicz Andriejew (ros. Николай Николаевич Андреев, ur. 16 lipca?/28 lipca 1880 we wsi Kurmany w guberni połtawskiej (obecnie w rejonie nedryhajliwskim w obwodzie sumskim), zm. 31 grudnia 1970 w Moskwie) – rosyjsko-radziecki fizyk, akustyk.

## Życiorys
Urodził się w rodzinie szlacheckiej. W wieku 5 lat został osierocony, wychowywał się u dalszych krewnych. Od 1890 uczył się w gimnazjum, a od 1893 w 3 Moskiewskim Korpusie Kadetów, który ukończył w 1898. Od 1898 podjął studia w Imperatorskiej Moskiewskiej Szkole Technicznej, jednak w 1899 został z niej wydalony za udział w rozruchach studenckich i zesłany na rok do guberni saratowskiej pod nadzór policji. W 1900 wrócił do Moskwy, gdzie pracował w biurze oraz jako pomocnik mierniczego i rzeczoznawca, jednocześnie od 1900 do 1902 był wolnym słuchaczem Uniwersytetu Moskiewskiego. Zajmował się matematyką, przetłumaczył na rosyjski jedną z podstawowych prac francuskiego matematyka Henri Poincaré’a. Ponieważ po wydaleniu z uczelni nie mógł uzyskać w Rosji wyższego wykształcenia, w 1904 wyjechał za granicę i podjął studia na Uniwersytecie w Getyndze, a w 1906 na Uniwersytecie w Bazylei, który ukończył w 1909. Po powrocie do Rosji nauczał fizyki w gimnazjach w Moskwie i w 1910 został asystentem w laboratorium P. Lebiediewa. W 1912 został laborantem, a w 1914 adiunktem na Wydziale Fizyczno-Matematycznym Uniwersytetu Moskiewskiego. W latach I wojny światowej pracował nad stworzeniem masek przeciwgazowych i przyrządów do mierzenia ilości trujących gazów w powietrzu. Wtedy zaczął również doświadczenia związane z akustyczną lokacją - określaniem kierunku i odległości do zbliżających się samolotów po dźwięku.
W 1917 uzyskał tytuł magistra nauk i otrzymał katedrę w Omsku, dokąd przybył na początku 1918. Tam spędził lata wojny domowej, pracując od 1918 do 1920 jako profesor Omskiego Instytutu Rolniczego. Od 1920 do 1922 był wykładowcą fizyki w Tomskim Instytucie Politechnicznym, w 1922 wrócił do Moskwy i został kierownikiem laboratorium akustycznego przy Państwowym (następnie: Wszechzwiązkowym) Eksperymentalnym Instytucie Elektrotechnicznym. Wówczas zaczął prowadzić fundamentalne badania z dziedziny akustyki, jednocześnie pracując jako wykładowca Moskiewskiego Uniwersytetu Państwowego (od 1920 do 1926, m.in. jako profesor katedry fizyki). Od 1926 do 1938 pracował w Leningradzkim Instytucie Politechnicznym jako adiunkt i profesor. W 1928 wyjechał na dwuletnią delegację naukową do Niemiec, Francji i Holandii, zapoznając się z pracą podstawowych europejskich laboratoriów akustycznych. Jednocześnie 1930-1931 był kierownikiem działu akustycznego Centralnego Radiolaboratorium trustu wytwórni prądu niskich napięć, 1932-1936 profesorem, kierownikiem laboratorium i kierownikiem katedry Wojskowej Akademii Elektrotechnicznej Armii Czerwonej im. Budionnego, a 1931-1935 wykładowcą Instytutu Naukowo-Badawczego Przemysłu Muzycznego. W latach 1935–1940 kierował laboratorium Centralnego instytutu Budowy Silników Lotniczych (NII-9) w Leningradzie, jednocześnie 1938-1940 pracował w Centralnym instytucie Budowy Silników Lotniczych im. Baranowa. W 1929 został przewodniczącym Rosyjskiego Towarzystwa Fizyczno-Chemicznego. W 1934 otrzymał tytuł doktora nauk fizyczno-matematycznych.
W latach 30. stał się kierownikiem prac w dziedzinie akustyki fizycznej i technicznej w ZSRR. Badał teorię rozszerzania dźwięku wzdłuż pochłanianych powierzchni, widmo zagasających wahań, wahania w różnych środach, pogłos dźwięku, izolację dźwiękową. Po raz pierwszy w ZSRR pod jego kierownictwem zaczęty roboty po badaniach akustyki nieliniowej, rozszerzania dźwięku w środowiskach warstwowych, elektromechanicznych aktywnych materiałach. Prowadził wiele prac z teorii wahań, piezoelektryków, teorii telefonu, studiowania dźwięku motorów i wintów samolotów oraz z zagadnień akustyki architektonicznej i muzycznej. Od 1935 do 1962 był przewodniczącym Komisji Akustycznej Akademii Nauk ZSRR. Kierował pracami mającymi na celu stworzenie akustycznych trałów do walki z niekontaktowymi minami akustycznymi, brał udział w próbach tych trał w bojowych warunkach na Morzu Czarnym. Opracowane w krótkim czasie, trały te zostały przekazane jako element uzbrojenia radzieckiej marynarki wojennej w 1942. W 1940 Andriejew wrócił do Moskwy i został kierownikiem laboratorium akustycznego Instytutu Fizycznego im. P. Lebiediewa Akademii Nauk ZSRR (do 1953). Podczas wojny z Niemcami 1941-1943 pracował będąc na ewakuacji w Ufie. Od 1948 do 1952 był profesorem Wszechzwiązkowego Zaocznego Instytutu Energetycznego. Od 1954 do 1963 kierował laboratorium badań fizyczno-akustycznych Instytutu Akustycznego Akademii Nauk ZSRR. W 1953 został członkiem Międzynarodowej Komisji Akustycznej. Napisał wiele prac naukowych. Od 1953 był akademikiem Akademii Nauk ZSRR (członkiem korespondentem został w 1933). Od 1955 do 1962 wchodził w skład Rady Redakcyjno-Wydawniczej Akademii Nauk ZSRR. Od 1964 był członkiem zagranicznym PAN, był również doktorem honoris causa Uniwersytetu w Bazylei (1964) i Uniwersytetu Technicznego w Dreźnie (1964) oraz Wyższej Szkoły Technicznej w Dreźnie (1959). Był bezpartyjny. Został pochowany na Cmentarzu Nowodziewiczym.

## Odznaczenia
- Medal Sierp i Młot Bohatera Pracy Socjalistycznej (27 lipca 1970)
- Order Lenina (czterokrotnie, 10 czerwca 1945, 29 czerwca 1950, 19 września 1953 i 27 lipca 1970)
- Order Czerwonego Sztandaru Pracy (18 stycznia 1944)
- Medal „Za ofiarną pracę w Wielkiej Wojnie Ojczyźnianej 1941–1945” (1946)

I inne.